# Великая Колумбия
Вели́кая Колу́мбия (исп. La Gran Colombia) — историографическое название, которым обозначают недолго существовавшее государство Республика Колумбия в 1819—1831 годах в Южной и Центральной Америках, включавшее территории сегодняшних Колумбии, Венесуэлы, Эквадора и Панамы, частично Бразилии, Гайаны и Перу.
Эти территории более или менее соответствовали юрисдикциям вице-королевства Новой Гранады, Генерал-капитанства Венесуэла, а позднее — и Королевской Аудиенсии Кито.

## Происхождение названия
Название Великая Колумбия используется для того, чтобы не путать современную Республику Колумбию с государством, существовавшим до 1831 года. Термин Великая Колумбия никогда не использовался во время существования государства и был придуман историками.
Слово Колумбия связано с именем Христофора Колумба (исп. Cristóbal Colón, итал. Cristoforo Colombo) и было придумано революционером Франсиско де Миранда как название для территорий Нового Света, находившихся в колониальной зависимости от Португалии и Испании.

## Боливар и Федерация
Симон Боливар, освободивший испанские колонии Южной Америки, и другие революционеры Первой Венесуэльской республики обычно использовали слово Колумбия для названия всей испанской части Америки, до того как в 1819 году на Конгрессе в Ангостуре оно стало названием новой страны.
Первоначально на Конгрессе предлагалась структура федеративной республики, состоящей из трёх департаментов со столицами в городах Богота (Департамент Кундинамарка), Каракас (Департамент Венесуэла), и Кито (Департамент Кито). В 1819 году ещё не все бывшие вице-королевства были освобождены от колониальной зависимости.
Текст конституции новой республики был предложен на Конгрессе в Кукуте, по ней столица переносилась в Боготу. В конституции предусматривался высокий уровень централизации управления страной, что было необходимо с точки зрения координации военных усилий для обороны молодой страны, поэтому текст конституции был поддержан даже рядом убеждённых федералистов. Было утверждено новое административное разделение — Венесуэла, Кундинамарка и Кито делились на меньшие административные единицы. Боливар был выбран президентом страны, вице-президентом стал Франсиско де Паула Сантандер.
В первые годы существования Великая Колумбия помогала другим территориям, ещё находившимся под контролем Испании, бороться за независимость — Панама вошла в состав федерации в 1821 году, как и ряд провинций Кито и Венесуэлы. В 1822 году была присоединена Свободная провинция Гуаякиль.
Перу обрела независимость в 1824 году с помощью Великой Колумбии. В 1826 году Боливар и Сантандер были переизбраны на второй срок.

## Распад государства
После завершения войны с Испанией разногласия между сторонниками единого государства и сепаратистами обострились. Постоянные призывы к увеличению влияния региональных властей (в том числе связанные с финансовыми и коммерческими разногласиями) способствовали конфронтации между регионами и требовали постоянного поиска компромиссов.
Принимаемые решения не могли удовлетворять всех участников, поэтому государственная власть находилась в весьма неустойчивом положении.
Боливар хотел объединить Латинскую Америку, но не мог этого достичь в течение всего периода борьбы за независимость. Республика Великая Колумбия была первой попыткой создать единое латиноамериканское государство. Большинство латиноамериканских политиков не поддерживало идею единого государства, и Боливар, разочаровавшись, прекратил работу над проектом и оставил пост президента в 1830 году.
После отставки Боливара внутренние противоречия ещё больше обострились, дошло до того, что генерал Рафаэль Урданета временно захватил власть в Боготе для того, чтобы, используя свой авторитет, вернуть пост президента Боливару.
Федерация окончательно развалилась к концу 1830 года, и в 1831 году Венесуэла, Эквадор и Республика Новая Гранада официально провозгласили свою независимость.

## Дальнейшая судьба стран, получивших независимость
Департамент Кундинамарка (как было решено в Ангостуре) стал новой страной, называвшейся Республика Новая Гранада. В 1863 году Новая Гранада изменила официальное название на Соединённые Штаты Колумбии, а в 1886 году приняла название, существующее до сегодняшнего дня — Республика Колумбия. Панама оставалась областью этой страны до 1903 года, когда при поддержке Соединённых Штатов Америки в обмен на передачу прав США на строительство и дальнейшую эксплуатацию Панамского канала Панама стала независимой.
За исключением Панамы (которая получила независимость позже), цвета флагов стран, образовавшихся на территории Великой Колумбии, напоминают о флаге Великой Колумбии:
|         | Панама   |           |  |
|         | Панама   |           |  |
| Эквадор | Колумбия | Венесуэла |  |
| Эквадор | Колумбия | Венесуэла |  |